# Hans Ramström
Hans Tage Ramström, född 22 november 1938 i Risinge församling i Östergötlands län, är en svensk militär.
Ramström blev officer vid Livgrenadjärregementet 1962 och major 1973. Åren 1977–1983 tjänstgjorde han vid Planeringsavdelningen i Huvudavdelningen för armémateriel i Försvarets materielverk (FMV) och befordrades 1979 till överstelöjtnant. Han var bataljonschef vid Hälsinge regemente 1983–1984 och chef för Hälsingebrigaden 1983–1992. Han befordrades 1985 till överste och var 1985–1990 planeringsdirektör och chef för Produktionsavdelningen vid FMV, befordrad till överste av första graden 1988. År 1990 blev han chef för Vapenavdelningen vid FMV och han kvarstod vid FMV till sin pensionering 1999.
Hans Ramström invaldes 1990 som ledamot av Kungliga Krigsvetenskapsakademien.